# تيم رينر
تيم رينر (بالألمانية: Tim Renner)‏ هو منتج أسطوانات وكاتب وصحفي ومؤلف وملحن ألماني، ولد في 1 ديسمبر 1964 في برلين في ألمانيا.

## وصلات خارجية
- تيم رينر على موقع IMDb (الإنجليزية)
- تيم رينر على موقع مونزينجر (الألمانية)
- تيم رينر على موقع ديسكوغز (الإنجليزية)